# Biskupice (Prostějovi járás)
Biskupice település Csehországban, a Prostějovi járásban. Biskupice Hrdibořice, Kralice na Hané, Klopotovice, Hrubčice, Dub nad Moravou és Věrovany településekkel határos. Lakosainak száma 310 fő (2024. január 1.).

## Népesség
A település lakosságának változását az alábbi diagram mutatja:
| Lakosok száma | 316  | 372  | 358  | 321  | 293  | 248  | 299  | 297  | 303  | 310  |
|               | 1869 | 1890 | 1921 | 1950 | 1980 | 2001 | 2017 | 2019 | 2022 | 2024 |